# Комби-Сеттлмент (Флорида)
Комби-Сеттлмент (англ. Combee Settlement) — статистически обособленная местность, расположенная в округе Полк (штат Флорида, США) с населением в 5436 человек по статистическим данным переписи 2000 года.

## География
По данным Бюро переписи населения США статистически обособленная местность Комби-Сеттлмент имеет общую площадь в 5,44 квадратных километров, водных ресурсов в черте населённого пункта не имеется.
Статистически обособленная местность Комби-Сеттлмент расположена на высоте 40 м над уровнем моря.

## Демография
| Год переписи        | Нас. |  | %±    |
| ------------------- | ---- |  | ----- |
| 1960                | 2697 |  | —     |
| 1970                | 4963 |  | 84%   |
| 1980                | 5400 |  | 8,8%  |
| 1990                | 5463 |  | 1,2%  |
| 2000                | 5436 |  | −0,5% |
| 1960–2000 Источник: |      |  |       |

По данным переписи населения 2000 года в Комби-Сеттлмент проживало 5436 человек, 1429 семей, насчитывалось 2193 домашних хозяйств и 2488 жилых домов. Средняя плотность населения составляла около 999,26 человек на один квадратный километр. Расовый состав населённого пункта распределился следующим образом: 87,91 % белых, 5,72 % — чёрных или афроамериканцев, 0,88 % — коренных американцев, 0,64 % — азиатов, 0,04 % — выходцев с тихоокеанских островов, 1,88 % — представителей смешанных рас, 2,92 % — других народностей. Испаноговорящие составили 6,40 % от всех жителей статистически обособленной местности.
Из 2193 домашних хозяйств в 28,5 % воспитывали детей в возрасте до 18 лет, 45,2 % представляли собой совместно проживающие супружеские пары, в 13,8 % семей женщины проживали без мужей, 34,8 % не имели семей. 26,8 % от общего числа семей на момент переписи жили самостоятельно, при этом 9,7 % составили одинокие пожилые люди в возрасте 65 лет и старше. Средний размер домашнего хозяйства составил 2,48 человек, а средний размер семьи — 2,97 человек.
Население статистически обособленной местности по возрастному диапазону по данным переписи 2000 года распределилось следующим образом: 24,6 % — жители младше 18 лет, 8,8 % — между 18 и 24 годами, 29,8 % — от 25 до 44 лет, 23,4 % — от 45 до 64 лет и 13,4 % — в возрасте 65 лет и старше. Средний возраст жителей составил 36 лет. На каждые 100 женщин в Комби-Сеттлмент приходилось 100,7 мужчин, при этом на каждые сто женщин 18 лет и старше приходилось 97,7 мужчин также старше 18 лет.
Средний доход на одно домашнее хозяйство статистически обособленной местности составил 30 923 доллара США, а средний доход на одну семью — 35 532 доллара. При этом мужчины имели средний доход в 26 523 доллара США в год против 21 267 долларов среднегодового дохода у женщин. Доход на душу населения статистически обособленной местности составил 30 923 доллара в год. 14,4 % от всего числа семей в населённом пункте и 19,5 % от всей численности населения находилось на момент переписи населения за чертой бедности, при этом 22,9 % из них были моложе 18 лет и 12,8 % — в возрасте 65 лет и старше.